# 사솔
사솔(영어: Sasol Ltd.)은 남아프리카 공화국의 화학기업이다.

## 역사
- 1950년 - 설립
- 1979년 - 기업공개
- 2003년 - CI변경